# Pneumora inanis
Pneumora inanis is een rechtvleugelig insect uit de familie Pneumoridae. De wetenschappelijke naam van deze soort is voor het eerst geldig gepubliceerd in 1775 door Fabricius.